# Jindong
Jindong léase Chin-Dong (en chino simplificado, 金东区; pinyin, Jīndong qū; literalmente, ‘el occidente dorado’) es un distrito urbano bajo la administración directa de la ciudad-prefectura de Jinhua. Se ubica en la provincia de Zhejiang, este de la República Popular China. Su área es de 658 km² y su población total para 2010 fue más de 300 mil habitantes.

## Administración
El distrito de Jindong se divide en 11 pueblos que se administran en 2 subdistritos, 8 poblados y 1 villa.